# گل کره‌ای اروپایی
گل کُره‌ای اروپایی (نام علمی: Trollius europaeus) نام یک گونه از سرده گل کره‌ای است.